# Korveta klase Visby
Klasa Visby ratni su brodovi koje koristi švedska mornarica. To je najnovija klasa njihovih korveta, usvojena nakon korveta klase Göteborg i Stockholm. Dizajn broda odlikuju niski radarski udarni presjek i infracrveni potpis, a zbog nevidljivosti (stealth) klasa je dobila široku međunarodnu pozornost.
Prvi brod u klasi nazvan je po Visbyju, glavnom gradu otoka Gotland.
Brodove Visby dizajnirala je švedska državna obrambena agencija, a izgradio ih je Saab Kockums AB u Karlskroni. Prvi brod te klase porinut je 2000. godine, ali je proizvodnja od tada više puta odgađana. Peti i posljednji brod isporučen je 2015. godine.
Godine 2021. izdana je narudžba za razvoj druge generacije unaprijeđene korvete Visby.

## Dizajn
Trup je konstruiran kao sendvič-dizajn koji se sastoji od PVC jezgre s karbonskim vlaknima i vinilnim laminatom. Višestruke su prednosti upotrebe kompozitnih materijala u trupovima brodova. Dobra vodljivost i zaravnjenost površine znače slab radarski potpis, dok dobra toplinska izolacija smanjuje infracrveni potpis i povećava mogućnost preživljavanja u slučaju požara. Upotrijebljeni kompozitni sendvič također je nemagnetičan, što smanjuje magnetski potpis. Kompoziti su također vrlo jaki zbog svoje relativne težine, a manja težina znači veću maksimalnu brzinu i bolju upravljivost. Kompozit teži otprilike upola manje od čelika ekvivalentne čvrstoće.
Visbyjev fasetirani dizajn smanjuje njegov radarski potpis. Jan Nilsson, jedan od konstruktora, rekao je za BBC News Online: "U mogućnosti smo smanjiti radarski presjek za 99%. To ne znači da je 99% nevidljiv, to znači da smo smanjili udaljenost za otkrivanje."  Cijev topa od 57 mm može se sklopiti u kupolu kako bi se smanjio njezin presjek. Postoje planovi za dodatna poboljšanja u ovom području, posebno za palubne ograde i jarbole.

### Nadogradnja
U siječnju 2021. Saab i državna agencija potpisali su ugovor o nadogradnji pet korveta Visby. MLU će uključivati postavljanje projektila zemlja-zrak, implementaciju nadograđenih protubrodskih projektila i protupodmorničkih torpeda, poboljšane senzore i poboljšane mogućnosti elektroničkog ratovanja. Nadogradnja svih pet brodova bit će dovršena prije 2030., a MLU ima za cilj zadržati operativnu relevantnost korveta Visby nakon 2040. godine.

### Druga generacija
U siječnju 2021. agencija i SAAB potpisali su ugovor za definiranje korveta Visby Generacija 2. Nove korvete trebale bi biti opremljene modernim protubrodskim projektilima, projektilima zemlja-zrak i protupodmorničkim torpedima. Bit će izgrađene četiri korvete Visby Gen 2, s tim da će prva dva broda biti isporučena švedskoj mornarici oko 2030. godine, dok će druga dva biti isporučena između 2031. i 2035. Kontraadmiralica Ewa Skoog Haslum izjavila je da će korvete Visby Generacije 2 biti veće od sadašnjih korveta Visby, navodeći da su veći domet i brojnost posade glavni razlozi za ovu promjenu. Dana 1. studenog 2022. vrhovni zapovjednik švedskih oružanih snaga, general Micael Bydén objavio je svoje preporuke o tome kako bi oružane snage trebale rasti u narednim godinama na zahtjev švedske vlade. To uključuje preporuku da bi nadolazeće korvete Visby Gen 2 trebale biti opremljene raketama zemlja-zrak većeg dometa od onih koje će se koristiti na "Visby Gen 1" kako bi brodovi mogli djelovati kao dio NATO-a Integrirana zračna i raketna obrana. Daljnje preporuke uključivale su preinake na brodovima kako bi se povećala njihova interoperabilnost i s NATO-ovim stalnim pomorskim skupinama i sa Združenim ekspedicionim snagama UK-a.